# Chillicothe, Ohio
Chillicothe là một thành phố thuộc quận Ross, tiểu bang Ohio, Hoa Kỳ. Năm 2010, dân số của thành phố này là 21901 người.
Nằm dọc theo sông Scioto 45 dặm về phía nam của Columbus, Chillicothe là thủ phủ đầu tiên và thứ ba của Ohio.
Đây là thành phố duy nhất ở quận Ross và là trung tâm của Khu vực thống kê Vùng đô thị Chillicothe (theo định nghĩa của Cục điều tra dân số Hoa Kỳ năm 2003). Chillicothe là một thành phố Tree được chỉ định bởi Tổ chức National Arbor Day.

## Dân số
- Dân số năm 2000: 21796 người.
- Dân số năm 2010: 21901 người.